# Cryptotrochus javanus
Cryptotrochus javanus är en korallart som beskrevs av Stephen D. Cairns 1988. Cryptotrochus javanus ingår i släktet Cryptotrochus och familjen Turbinoliidae. Inga underarter finns listade i Catalogue of Life.